# Katarzyna Krężel
Katarzyna Danuta Krężel, po mężu Maliszewska (ur. 4 lutego 1985 w Krakowie) – polska koszykarka grająca na pozycji skrzydłowej, mistrzyni i reprezentantka Polski.

## Kariera sportowa
Jest wychowanką Korony Kraków. Od 2000 była uczennicą Szkoły Mistrzostwa Sportowego w Łomiankach, w barwach drużyny szkolnej debiutowała w sezonie 2000/2001 w II lidze, w sezonie 2001/2002 w ekstraklasie. Po ukończeniu szkoły w 2004 wyjechała do USA, była zawodniczką University of Texas at El Paso. W 2008 powróciła do Polski, została zawodniczką Tęczy Leszno (2008/2009), następnie reprezentowała barwy Utex ROW Rybnik (2009/2010). W latach 2010–2014 występowała w Wiśle Kraków, z którą zdobyła mistrzostwo Polski w 2011, 2012 i 2014 oraz wicemistrzostwo Polski w 2013. W sezonie 2013/2014 była zawodniczką Artego Bydgoszcz, z którym zdobyła brązowy medal mistrzostw Polski, od 2015 występuje w Ślęzy Wrocław, z którą w 2016 zdobyła brązowy medal mistrzostw Polski.
Z reprezentacją Polski juniorek wystąpiła na mistrzostwach Europy w 2002 (6 miejsce), z młodzieżową reprezentacją Polski (U20) zajęła 6. miejsce na mistrzostwach Europy w 2004 i wicemistrzostwo Europy w 2005. W 2007 wystąpiła na turnieju Uniwersjady w Bangkoku, zdobywając z drużyną brązowy medal. Reprezentowała Polskę także na Uniwersjadzie w Belgradzie (2009) (5. miejsce) i mistrzostwach Europy w 2015 (18. miejsce).
Jest córką reprezentacyjnej koszykarki Haliny Kaluty.
19 lipca 2017 została zawodniczką Energi Toruń.

## Osiągnięcia
Stan na 20 lipca 2017, na podstawie, o ile nie zaznaczono inaczej.
Drużynowe
- Mistrzyni Polski (2011, 2012, 2014)
- Wicemistrzyni Polski (2013, 2015)
- Brązowa medalistka mistrzostw polski (2016)
- Zdobywczyni pucharu Polski (2012, 2014)
- Finalistka pucharu Polski (2013, 2016)
- Uczestniczka rozgrywek Euroligi (2010–2014)

Indywidualne
- Uczestniczka meczu gwiazd PLKK (2010, 2011, 2012 – powołana, nie wystąpiła, 2015)

Reprezentacja
- Wicemistrzyni Europy U–20 (2005)
- Brązowa medalistka uniwersjady (2007)
- Uczestniczka:
  - mistrzostw Europy:
    - 2015 – 18. miejsce
    - uniwersjady (2007, 2009 – 5. miejsce)
    - U–20 (2004 – 6. miejsce, 2005)
    - U–18 (2002 – 6. miejsce)

  - eliminacji do mistrzostw Europy U–16 (2001)